# لیلا گونزالز

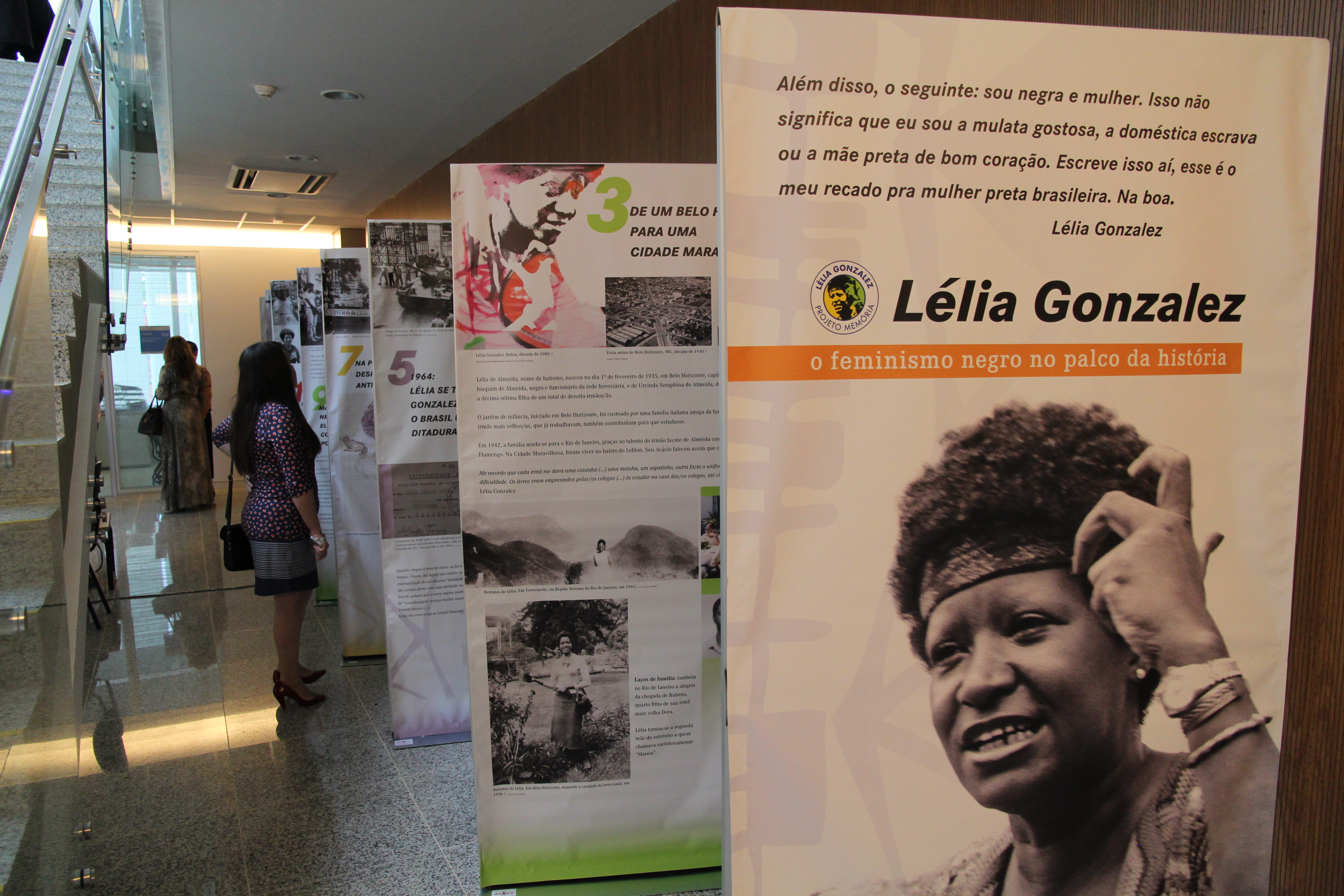
افتتاح ساختمان لیلا گونزالز

لیلا گونزالز (به پرتغالی: Lélia Gonzalez؛ اول فوریه ۱۹۳۵–۱۰ ژوئیه ۱۹۹۴) روشنفکر، سیاستمدار، استاد، انسان‌شناس و یک زن مدافع حقوق بشر اهل برزیل بود.